# Księżyc
Księżyc (prononcé /kɕɛ̃w̃ʒɨʦ̑/) est un groupe polonais de folk expérimental. Il est formé au début des années 1990 et composé des vocalistes Agata Harz et Katarzyna Smoluk-Moczydłowska, et des musiciens Lechosław Polak, Remigiusz Mazur-Hanaj (pl), et Robert Niziński. Le groupe était initialement composé de Harz, Smoluk-Moczydłowska, et de la chanteuse ukrainienne Olga Nakonieczna. Smoluk-Moczydłowska parle de leur pratique comme des « reprises de comptines sinistres ».
La musique de Księżyc est décrite comme prenant ses sources dans une combinaison d'influences allant de la musique du haut et bas Moyen Âge à la tradition minimaliste étasunienne du XXe siècle,. Cela se reflète dans les influences citées par les membres du groupe dans diverses interviews, des influences telles que Meredith Monk et Hildegarde de Bingen.
Après une longue période d'inactivité à la suite de la sortie de leur premier album en 1996, le groupe s'est reformé en 2014 pour une série de concerts, puis un nouvel album est paru en 2015. Sa notoriété grandit progressivement depuis leur séparation initiale, et la réédition de leurs premiers disques les a révélés sur la scène musicale expérimentale internationale.

## Origines du nom
Księżyc est un mot polonais signifiant « lune ». Selon Robert Niziński, le nom du groupe fait référence à la symbolique féminine du satellite, étant composé à l'origine de trois femmes. Niziński mentionne également les connotations de fertilité, d'inconscient, de créativité, et des cycles de vie associées à l'astre. Aussi, le groupe puisant son inspiration dans le folklore polonais, le mot est retenu dans sa graphie polonaise plutôt que dans une autre langue. 
Katarzyna Smoluk-Moczydłowska précise dans une autre interview que cette symbolique féminine de la lune ne fait pas de Księżyc un groupe féministe, dans le sens où, selon elle, la musique du groupe fait appel à un instinct féminin distinct du genre de l'auditoire. Elle ajoute que le mot pour « lune » s'écrit au féminin dans beaucoup de langues, excepté en polonais, reflétant le détachement du groupe vis-à-vis de la stabilité des symboles de genre.

## Histoire

### Formation et débuts (1990–1992)
Le groupe s'est formé premièrement vers 1990 en tant que trio a capella avec Agata Harz, Katarzyna Smoluk-Moczydłowska, et Olga Nakonieczna. Harz indique que le genre musical du groupe a été forgé au départ par les traditions musicales de leurs régions d'origine respectives, dont elles chantaient les chansons ensemble : Pologne, Biélorussie, et Lituanie pour Hartz et Smoluk, et Ukraine pour Nakonieczna. Elles commencèrent à se donner en concert dans des théâtres de rue, et à expérimenter leurs propres mélodies en mêlant leurs héritages culturels avec leur intérêt pour les musiques d'avant-garde. Leur premiers moments de notoriété locale sont arrivés à la suite d'un concert au centre de détention de Varsovie-Mokotowie en 1990, tenu à l'initiative d'Amnesty International. Avec le claviériste et accordéoniste Lechosław Polak, qui a rejoint le groupe un an plus tard, les membres faisaient partie d'une troupe de théâtre sous influence de la méthode de travail de Jerzy Grotowski, ce qui a marqué la mise en scène de leurs premières représentations,.
En 1991, le groupe a participé au festival de la chanson étudiante de Cracovie (Studencki Festiwal Piosenki (pl)) avec un nouveau membre, Remigiusz Mazur-Hanaj, parolier, ethnographe, et joueur de vielle à roue. Le groupe y a interprété une pièce intitulée Panny, une adaptation musicale d'un texte du poète Miron Białoszewski. Cependant cette formation a duré peu de temps : Olga Nakonieczna a quitté le groupe au début de l'année 1992, et Lechosław Polak est temporairement parti de Pologne au même moment. Ce n'est que plus tard que la composition du groupe s'est stabilisée.

### Premiers albums et séparation (1992–1996)
Après le départ de Nakonieczna puis le retour de Polak, le groupe vit arriver Robert Niziński à la clarinette, et les concerts reprirent. Le groupe s'est donné en représentation à l'Église Saint-Vincent de Wrocław en 1992 sur invitation de l'artiste Mirek Koch à l'occasion de la sortie d'un numéro de la revue d'art Xuxem. Des extraits de l'enregistrement de ce concert furent utilisés pour composer le premier disque du groupe, un EP intitulé Nów, dont l'enregistrement est supervisé par Koch. Le disque sort en 1993 sur le label OBUH Records, fondé à Wąwolnica par le musicien Wojcek Czern, membre du groupe de folk expérimental Za Siódmą Górą.
Dans la foulée de Nów, le groupe a continué de tourner dans différentes salles de concert à travers la Pologne, la Hongrie, et la République tchèque. Harz et Mazur-Hanaj rapportent cependant que leurs concerts étaient peu fréquents à cette période, et que le public y était toujours restreint. C'est en 1996 que les choses s'accélérèrent pour le groupe, avec la sortie de leur premier album, Księżyc, toujours sur OBUH. L'album reprend une partie du matériel présent sur Nów, les deux premiers morceaux Chodź et Zakopana sont réenregistrés et remontés. Le groupe est rejoint à l'enregistrement par Wojcek Czern, qui y joue de la cithare et des synthétiseurs sur les morceaux Klawesynowa, Mijana, Ile Ma Lat? et Verlaine 2. Le morceau Verlaine 1 reprend un texte du poète et dramaturge Stanisław Grochowiak.
L'album est décrit comme une somme artistique du travail de Księżyc durant les années 1990, à la suite de la sortie duquel le groupe joua de moins en moins en public. Tandis que Harz et Mazur-Hanaj ont continué à faire de la musique ensemble au sein de groupes tels que Wędrowiec (pl) et Pies Szczeka, et en collaborant avec Wojcek Czern au sein de Za Siódmą Górą, Niziński s'est orienté vers la réalisation de projets audiovisuels, et Smoluk et Polak se sont éloignés du monde musical,.
Les membres du groupe affirment avoir donné moins de trente concerts durant leur première période d'activité. L'album éponyme a continué de circuler dans les milieux musicaux expérimentaux et folk après leur séparation, continuant de faire grandir leur notoriété malgré leur absence, leur faisant atteindre le statut de groupe culte.

### Des projets parallèles à l'ethnomusicologie (1996–2013)
Dès le début de son activité, Księżyc s'implante dans une constellation large de projets musicaux et éditoriaux à travers la Pologne. Bien que le groupe se soit techniquement séparé, il est apparu sur des disques bien après 1996, comme la compilation Music the World Does Not See publiée en 2000 par le label Nefryt (ce disque portant par ailleurs le même titre, traduit en anglais, qu'un album de Za Siódmą Górą, Muzyka Jakiej Świat Nie Widzi).
Agata Harz et Remigiusz Mazur-Hanaj se marient tout en continuant l'entreprise musicale qu'ils avaient entamée au sein de Księżyc. Mazur-Hanaj, qui est ethnographe et documentariste de formation (il est diplômé en 1989 d'études polonaises et en 2010 d'ethnologie à l'université de Varsovie), a continué de travailler sur les musiques populaires et folkloriques polonaises, et fonde en 1999 le label In Crudo, qui publie des enregistrements ethnomusicologiques et des archives de concerts. Harz et Mazur-Hanaj cofondent le groupe Wędrowiec en 2002, qui est lauréat du premier prix du Festiwalu Nowa Tradycja 2004, et enregistrent l'album Wędrują nuk nieuzywają en 2009, qui n'est sorti que dix ans plus tard.

### Réunion et nouveaux albums (depuis 2013)
En 2007, Mark Harwood, fondateur du label britannique Penultimate Press, découvrit la musique du groupe sur le blog Mutant Sounds,. Cette découverte le poussa à contacter les membres pour les convaincre de reprendre leur activité. Księżyc est réapparu dans le paysage musical en 2013 : bien que l'album éponyme ait été remastérisé et réédité en CD par OBUH en 2004, c'est bien la réédition LP publiée par Penultimate Press en 2013 qui remit l'album dans l'oreille des publics. C'est l'ingénieur du son Piotr Nykiel, déjà collaborateur d'OBUH Records, qui a pris en charge le travail de remastérisation. La couverture de l'album a également été révisée, dans une version en noir et blanc. Selon Niziński, c'est le travail effectué sur cette réédition qui a poussé les membres du groupe à reprendre le travail ensemble. À la suite de la publication, un concert de réunion s'est tenu au festival Unsound (en) en 2014, initiant une vague de concerts et un renouveau de l'intérêt public pour le groupe. OBUH Records décida de republier à son tour l'album dans sa version remastérisée par Nykiel au format CD la même année, et un an plus tard, en 2015, le premier pressage de la réédition vinyle par Penultimate Press étant déjà épuisé, un second pressage fut commercialisé par le label pour répondre à la demande. 2015 est une année de grand retour pour Księżyc, non seulement en raison du succès de la réédition de leur album éponyme, mais surtout grâce à l'annonce de la sortie d'un second album sur Penultimate Press, dix-neuf ans après la sortie du premier.
Avant la sortie de l'album, le groupe tourna en concert durant l'été 2015, notamment aux Siestes Électroniques de Toulouse et dans les jardins du Musée National de Varsovie, à la Królikarnia (en),. Cette dernière, un terrain de chasse au lapin royale du XVIIe siècle, dont le nom se traduit en français par « maison du lapin », est le lieu d'enregistrement de ce second album annoncé entre mai et septembre 2015, et a donné son nom audit album. Rabbit Eclipse est paru sur Penultimate Press au format CD en novembre 2015, et en 2016 au format LP. À la suite de la sortie de l'album le groupe tourna à travers l'Europe, et commença à collaborer avec de nouveaux artistes et à apparaître sur des stations radio indépendantes telles que NTS. 
En 2019, invités par Unsound et Blank Forms (en), ils jouent leur premier concert outre-Atlantique à l'Église Saint-Pierre de New York. À présent actif sur la scène musicale expérimentale internationale, le groupe participe en 2020 durant la pandémie de Covid-19 à l'initiative en ligne « Weavings », hébergée par Unsound, un projet de musique improvisée rassemblant Aho Ssan, Angel Bat Dawid, Dirar Kalash, Ellen Fullman (en), Laraaji, Pawel Szamburski, Nicolas Jaar, Rolando Hernandez, Wukir Suryadi et Rully Shabara. Les musiciens et musiciennes participant à l'initiative ont performé un concert improvisé sur la plateforme Zoom, publié plus tard sous forme de compilation par Unsound. Toujours durant la pandémie, le groupe enregistre avec Tim Hecker le morceau Demeter and Johannes' Song of Pandemia, une autre commande d'Unsound pour la compilation Intermission, parue en 2021.

## Discographie

### Albums studio
- 1996 : Księżyc (OBUH Records)
- 2013 : Księżyc (version remastérisée) (Penultimate Press, réédité en 2014 chez OBUH Records)
- 2015 : Rabbit Eclipse (Penultimate Press)

### EP et singles
- Nów (1993, OBUH Records)

### Compilations
- 2000 : Wiatrowa et Kolysanka, sur Music the World Does Not See (Nefryt)
- 2014 : Anioł, sur The Dream (Unsound/The Wire)
- 2015 : Nowe Świetlówki, sur Eugeniusz Rudnik, Miniatury (Requiem Records/Narodowe Centrum Kultury)
- 2015 : Śmieszki, sur Below The Radar Special Edition : SHAPE Platform (The Wire)
- 2017 : Mglista, sur Źwierściadło - Slavic Mirror (In Crudo/Requiem Records)
- 2021 : Demeter & Johannes' Song of Pandemia, avec Tim Hecker, sur Intermission (Unsound)
- 2022 : Part 1, Part 2, Part 7, et Part 9, sur Weavings (Unsound)